# Райпура (подокруг)
Райпура (бенг. রায়পুরা, англ. Raipura) — подокруг в центральной части Бангладеш в составе округа Нарсингди. Административный центр — город Райпура. Площадь подокруга — 312,77 км². По данным переписи 1991 года численность населения подокруга составляла 413 766 человек. Плотность населения равнялась 1323 чел. на 1 км². Уровень грамотности населения составлял 22,5 %. Религиозный состав: мусульмане — 92 %, индуисты — 7 %, прочие — 1 %.